# Монархи Швеції

Штандарт королів Швеції

Монархи Швеції відноситься до монархічних правителів держави Швеції за її історію. І в Швеції є конституційною та спадковою монархія з парламентською системою. Шведське королівство (швед. Konungariket Sverige) з давніх часів було монархією. Спочатку виборна монархія стала спадковою монархією в XVI столітті за часів правління Густава Вази, хоча практично всі монархи до цього належали до обмеженої й невеликої кількості сімей, які вважаються королівськими династіями Швеції.
Швеція на сьогоднішній день є представницькою демократією в парламентській системі, заснованої на народному суверенітеті, як це визначено в чинному інструменті уряду (одному з чотирьох основних законів Королівства, що складає письмову конституцію). Монарх та члени Королівської сім'ї здійснюють різноманітні офіційні, неофіційні та інші представницькі обов'язки в Швеції та за її кордоном.
Карл XVI Густав став королем 15 вересня 1973 року після смерті свого дідуся Густава VI Адольфа.

## Історія

### До XVIст.

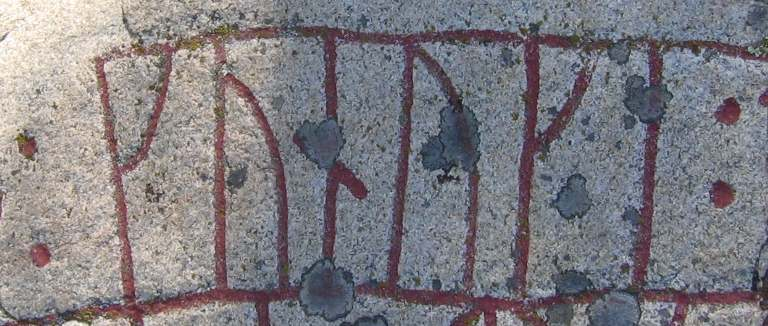
Давньоскандинавською «кунукі» (конунгі-король) у давальному відмінку — рунічний напис XI століття (U11) відноситься до короля Гокана Червоного

Скандинавські народи мали правителів з доісторичних часів. Ще в I-му столітті до н. е.. Тацит писав, що у свеїв був король, але нема певності щодо хронологічної послідовності до короля Еріка Переможця (помер в 995 р.), який став відомим майже виключно через спогади в історично суперечливих норвезьких сагах (див. «Міфічні та напівлегендарні королі Швеції»).
Спочатку шведський король поєднував владу з військовим керуванням, суддівством та священством у храмі м. Упсали (див. «Німецький король»). Проте існує невелика кількість рунічних каменів, що згадують королів, але нема жодного відомого літопису про шведських королів до XIV століття (хоча до Західноготського договору свого часу був доданий список королів): Gs11 (Емунд Старий — панував у 1050—1060 рр.), «U11» (Гокан Червоний — кінець XI-го століття) і U861 (Блот-Свен — панував близько 1080 р.).
Близько 1000 р., першим королем, який, як відомо, керував Свеаландом і Геталандом, був Улоф III Шетконунг, але подальша історія з багатьма королями (чиє володіння та фактичний вплив) на наступні два століття до кінця залишається незрозумілою.
Королівський суд Швеції, однак, вважає першого короля Швеції батька Олофа, Еріка Переможця. Вплив короля був значно посилений введенням християнства впродовж XI століття, і наступні віки побачили процес консолідації влади в руках короля. Шведи традиційно обирали короля зі сприятливої династії на церемоніальному камені з Мури, народ мав право обирати короля і також — позбавити його влади. Церемоніальні камені були знищені близько 1515 року.
У XII столітті консолідація Швеції потерпала від династичної боротьби між кланами Еріка та Сверкера, що закінчилася, коли на трон зійшов клан Фолькунгів. Ця династія перетворила Швецію на сильну державу до часу Кальмарського союзу, і нарешті король Магнус IV (панував у 1319—1364 рр.) навіть керував Норвегією (1319—1343 рр.) і Сконією (1332—1360 рр.). Після Чорної Смерті, це об'єднання слабшало, і Сконія возз'єдналася з Данією. У 1397 р. королева Маргарет I Данська об'єднала Швецію (тоді також і Фінляндію), Данію та Норвегію (тоді також Ісландію) у Союз Калмару з схваленням шведської знаті. Постійне напруження в кожній країні Союзу призвело до відкритого конфлікту між шведами та данцями у XV столітті. Остаточний розпад спілки на початку XVI століття призвів до тривалого суперництва між Данією-Норвегією зі Швецією (з Фінляндією) протягом століть.

### Зміни в XVI—XVII століттях
Католицькі єпископи підтримали короля Данії Крістіана II, але він був скинутий під час бунту під керівництвом дворянина Густава Вази, чий батько був страчений під час кровопролиття в м. Стокгольмі. Густав Ваза (далі — Густав І) був обраний на короля Швеції 6 червня 1523 р. у Стренгнесі.
Натхненний вченням Мартіна Лютера, Густав І впровадив протестантську Реформацію, щоб обмежити владу Римо-Католицької церкви. У 1527 р. він переконав станове суспыльство, зібраного у місті Вестерос, конфісковувати церковні землі, які складали 21 % сільськогосподарських угідь країни. У той же час він протидіяв Папству і створив реформовану державну релігію: Церкву Швеції. Протягом усього свого правління Густав І зміг придушити аристократичну і селянську опозицію щодо його церковної політики та зусиль у централізації, яка для деяких заклала основи сучасної шведської унітарної держави. Законодавчо Швеція була спадковою монархією лише з 1544 р., коли Риксдаг визнав бути спадкоємцями Трону нащадків Густава I.
Податкові реформи відбулися у 1538 р. і 1558 р., коли численні комплексні податки на незалежних фермерів були спрощені та стандартизовані в усьому регіоні, а податкові оцінки на ферму були скориговані, щоб відображати платоспроможність платника податків. Надходження податків зросло, але, що важливіше, нова система сприймалася як більш справедлива. Війна з м. Любеком у 1535 р. призвела до вигнання ганзейських торговців, які раніше мали монополію на зовнішню торгівлю. З його бюргерами, економічна сила Швеції швидко зростала, а до 1544 р. Густав контролював 60 % сільськогосподарських угідь у всій Швеції. Швеція на той час побудувала першу сучасну армію в Європі за підтримки складної податкової системи та дієвої бюрократії.

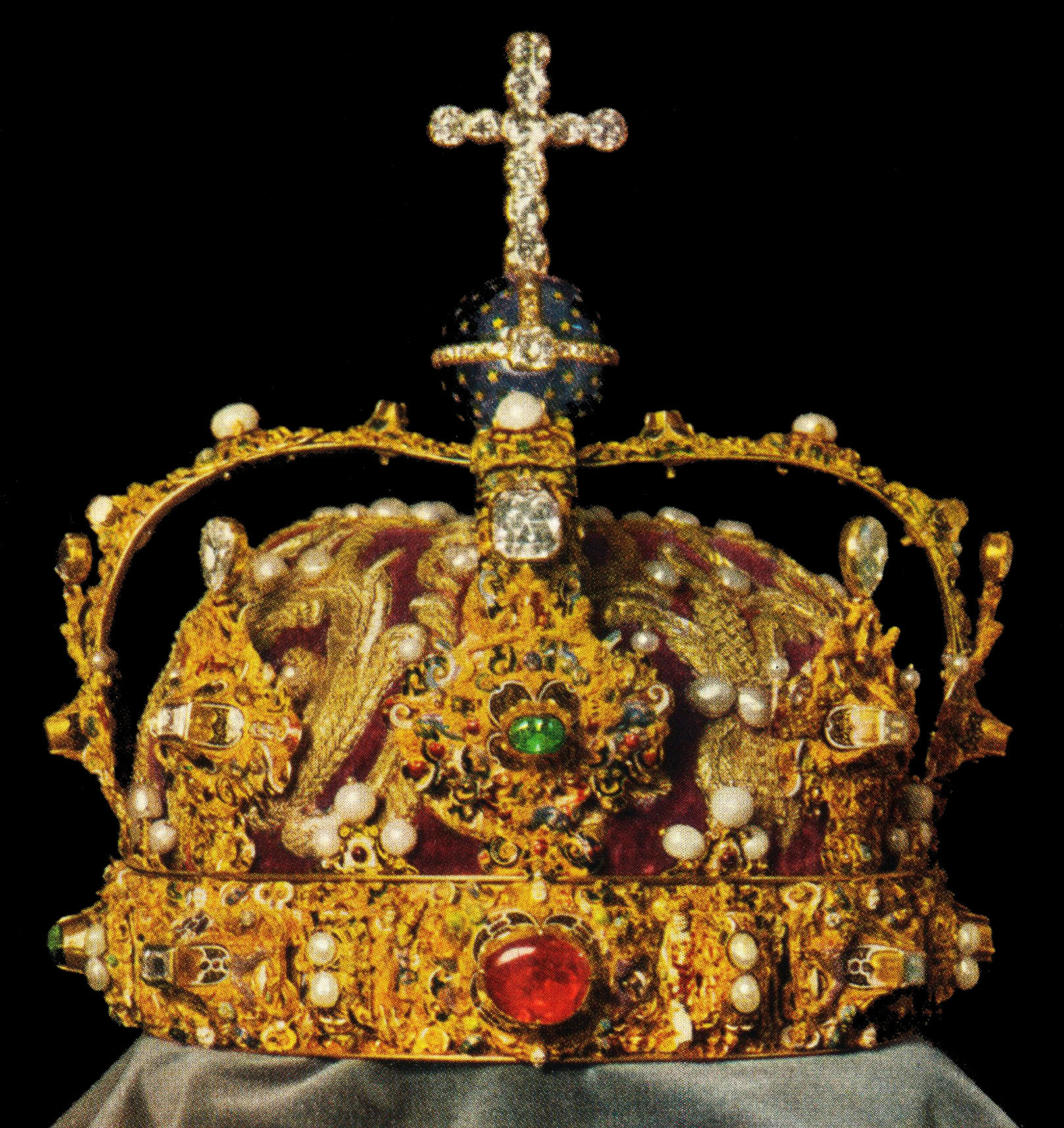
корона Еріка XIV, що використовувалася з 1561 р.
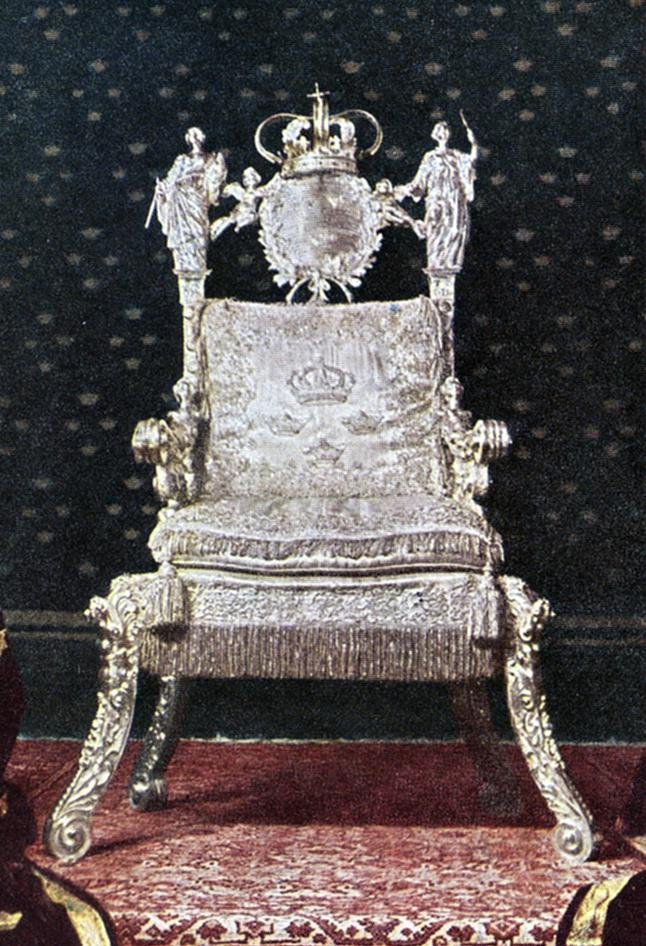
Срібний трон королеви Христини, що використовувався з 1650 р.
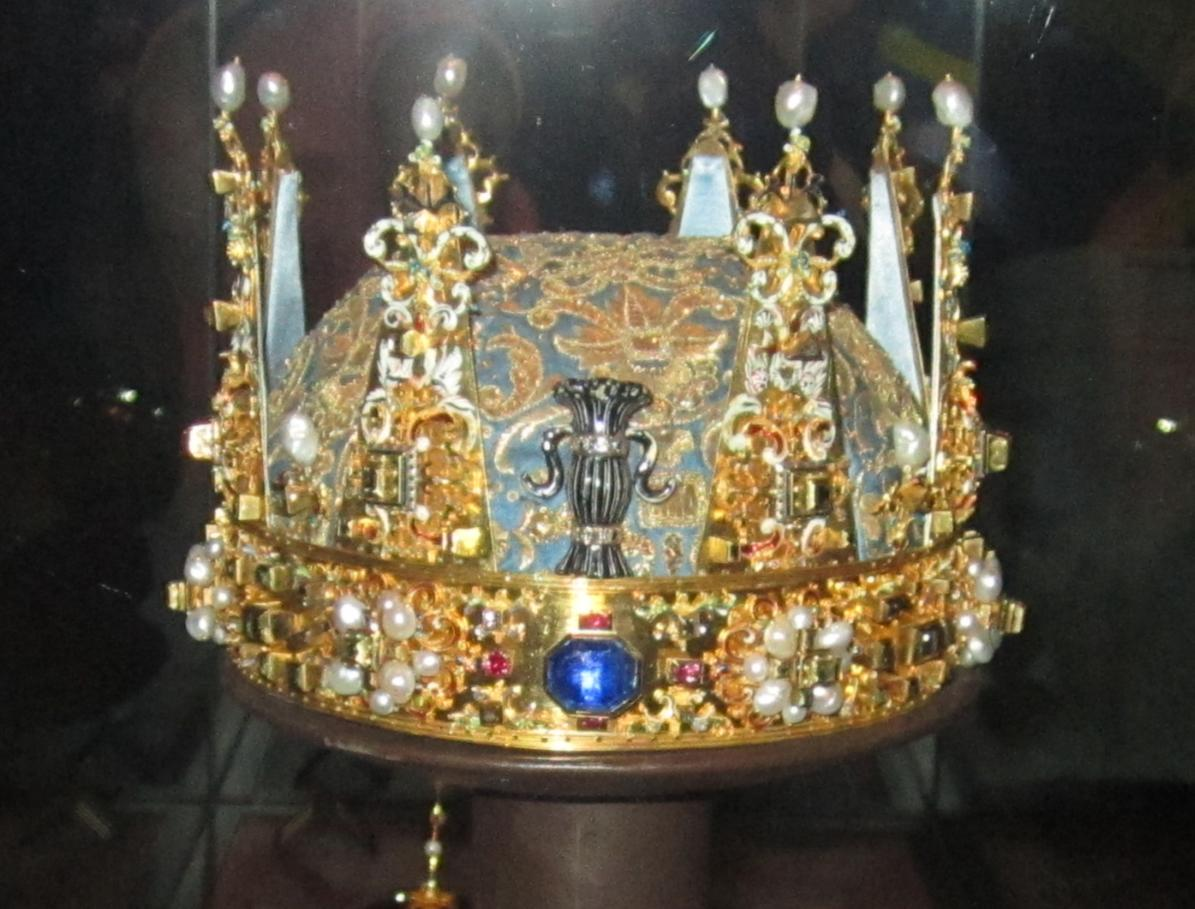
Корона Карла X Густава, що використовувалася з 1650 р.
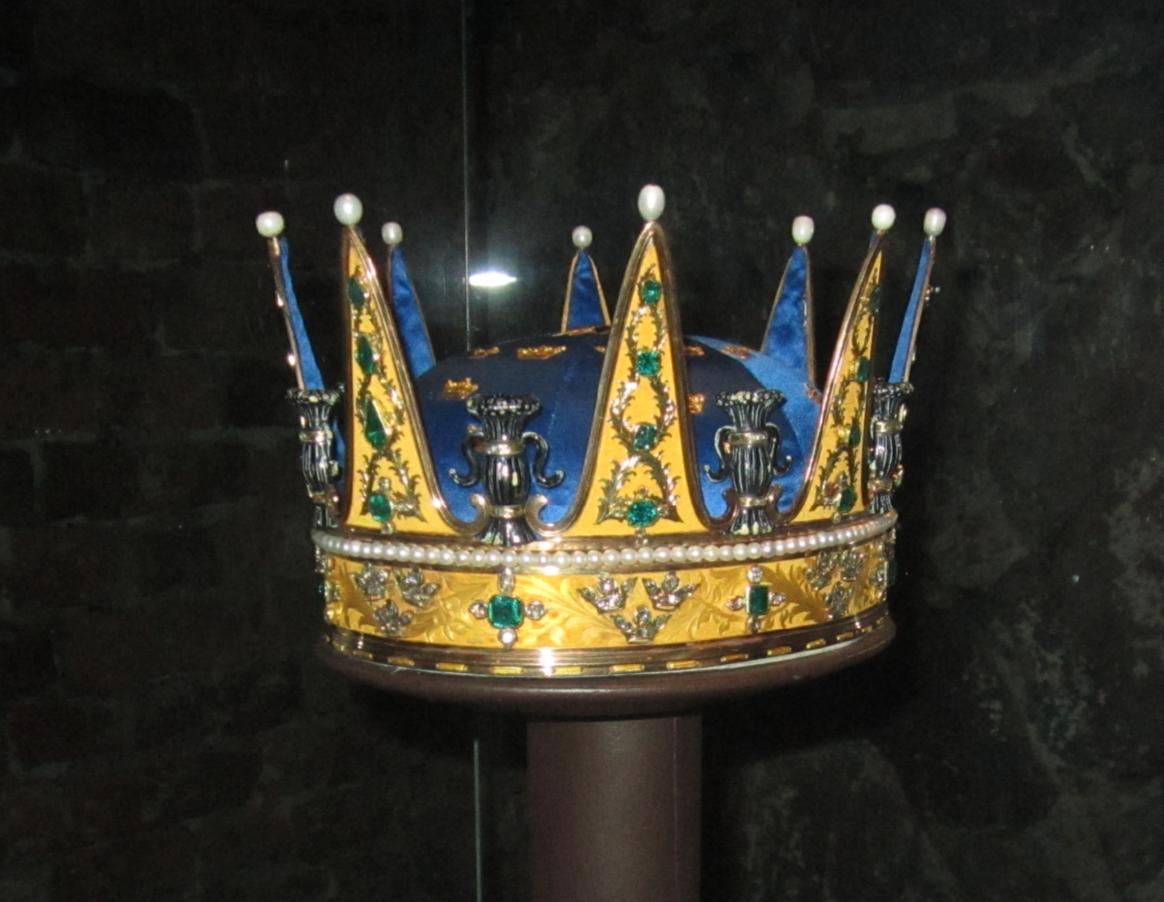
Корона Карла XIII, що використовувалася з 1772 р.
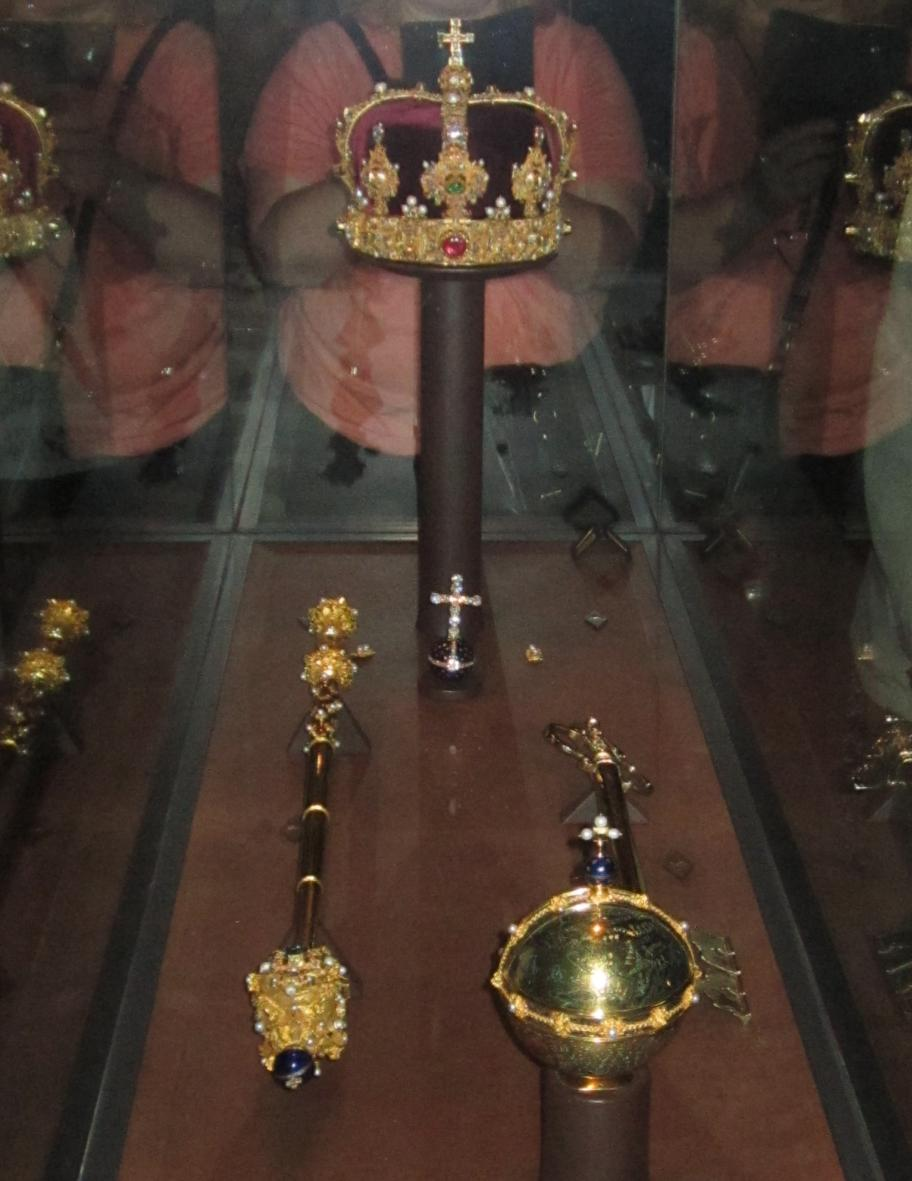
Корона, скіпетр і держава короля Швеції (експозиція Королівського казначейства, 2014 р., Національний день)

Після смерті короля Густава I в 1560 р. його наступником на троні став його найстарший син Ерік XIV. Його правління було відзначено входом Швеції в Лівонську війну та Північну семирічну війну. Поєднання розвитку психічного розладу Еріка та його протистояння аристократії призвело до вбивств в 1567 р. та ув'язнення його брата Югана III, який одружився з Катериною Ягеллонкою, сестрою короля Польщі Сигізмунда II. У 1568 р. Ерік був відсторонений та зайняв трон Юган III. У внутрішній політиці Юган III показав чітку католицьку прихильність, що створювало напругу у стосунках зі шведськими протестантськими пасторами та дворянством. Він відновив кілька скасованих католицьких традицій, і на його зовнішню політику вплинуло його сімейне з'єднання з Річчю Посполитою, де старший син став королем Сигізмундом III у 1587 р.. Після смерті батька Сигізмунд намагався правити Швецією з Польщі, залишаючи Швецію під контролем регента — його батькового дядька (молодшого сина Густава I) Карл IX, але не зміг захистити свій шведський престол від амбіцій свого дядька. У 1598 р. Сигізмунд та його шведсько-польська армія були переможені в битві на Стонгебру військами Карла, і він був оголошений Риксдагом позбавленим трону в 1599 р..
У 1604 р. остаточно визнано було регента і де-факто правителя короля Карла IX. Його коротке правління було безперервною військовою дією. Неприязнь Польщі та розпад Росії привернули його увагу до закордонних змагань за володіння шведською Лівонією та шведською Інгрією, Польсько-шведської війни (1600—1611 рр.) та Інґрійської війни, а його претензії до Лапландії призвели до війни з Данією (Кальмарська війна) в останній рік його правління.
Густав Адольф успадкував від батька три війни, коли він зійшов на престол. З 1612 р., коли графу Акселю Оксенстеріну призначили бути Лордом Верховним Канцлером, що він залишив до смерті Густава Адольфа. Ці дві особи пройшли довге й успішне партнерство та добре доповнювали один одного. Війна проти Росії (Інґрійська війна) закінчилася 1617 р. Столбовським договором, що виключив Росію з Балтійського моря. Остання успадкована війна, війна проти Польщі закінчилася в 1629 р. перемир'ям в Альтмарку, яка передала велику провінцію Лівонію і звільнила шведські війська для подальшого втручання у Тридцятирічну війну в Німеччині, де шведські сили вже встановили плацдарм у 1628 р.. Бранденбурзьке маркграфство було розділене сваркою між протестантами та католиками. Коли Густав Адольф почав свій марш у північну Німеччину в червні-липні 1630 р., він мав всього 4000 військовослужбовців. Але він незабаром зміг закріпити протестантську позицію на півночі, використовуючи підкріплення зі Швеції та грошові кошти, надані Францією за Договором у Бервальді. Густав Адольф був убитий в 1632 р. в битві під Лютценом. Королева Марія Елеонора та королівські міністри взяли на себе уряд Королівства від імені неповнолітньої доньки Густава Адольфа Христини, доки вона не досягла повноліття. Густав Адольф часто розглядається військовими істориками як один з найбільших військових командирів всіх часів, з інноваційним використанням спільнодії родів військ.
Як переконана спадкоємиця, у віці шести років Христина перейшла на батьківщину на шведський престол (будучи єдиною людиною, що залишилася в лінії правонаступництва), хоча від її імені керував уряд регентства, доки не виповнилося 18 років. Під час регентства канцлер Аксель Оксенштерн написав урядовий документ 1634 р., що, хоч не був схвалений жодним монархом, продовжував грати важливу нормативну роль у державній адміністрації. Христина рано проявила інтерес до літератури та наук, і донесла до Швеції Рене Декарта. Швеція продовжувала брати участь у Тридцятирічній війні під час правління Христини, і цей конфлікт був врегульований у 1648 р. Вестфальським миром, а шведський монарх отримав представництво на «імперському харчуванні» через німецькі завоювання (Бремен-Верден та Шведська Померанія). Вирішивши не одружитися, 5 червня 1654 р. Христина зрікся трону на користь Карла Густава, виїхала за кордон і перейшла на римо-католицтво.
Представники привілейованого стану обрали Карла X Густава на короля, і його коротке правління характеризувалося чужими війнами: спочатку тривала кампанія в межах Польщі, а потім і з Данією. У останньому випадку ризикований 1658 р. Перехід через Бельти, який призвів до Роскільдського договору, виявився найбільш постійним територіальним виграшем для Швеції: Сконе, Блекінге та Богуслен стали шведськими провінціями, і залишаються такими з тих пір. Карл X Густав не був задоволений, оскільки він хотів розорити Данію, але напад на м. Копенгаген у 1659 р. не виявився успішним для шведів, через голландське військово-морське втручання на допомогу данцям.
Карл X Густав загинув у м. Гьотебурзі в 1660 р., і трон перейшов до п'ятирічного сина Карла XI, новий уряд регентства взяв на себе відповідальність держави. Уряд регентства складався з аристократів і очолюваний канцлером графом Магнусом Габріелем де ла Гарді був більш зацікавлений у особистих інтересах, аніж у роботі в інтересах всієї країни в цілому. У 1672 р. за Карла XI ефективність збройних сил Швеції серйозно погіршилася, і країна була погано підготовлена на протистояння королю Данії Кристіану V, коли вторгалися в осідання старих володінь. Данці в решті зазнали невдачі у своїх спробах, і Карл XI здійснив кілька заходів, щоби запобігти зменшенню впливу аристократії через націоналізацію маєтків та власності, що були надані їм його попередниками, вводячи систему розподілу (швед. indelningsverket), яка могла б стати основою укріплення збройних сил до XX століття, і завдяки підтримці цих аристократів він був оголошений в 1680 році абсолютним монархом.
Карла XI замінив його син, Карл XII, який виявився надзвичайно вмілим воєначальником, перемігши значно більших ворогів з невеликою, але високопрофесійною шведською армією. Його поразка московитам у битві під м. Нарва, коли йому було лише 18 років, не зменшила його авторитету у шведській армії. Перебіг подій під час Північної війни врешті призвів до катастрофічної поразки і в Полтавській битві, після чого він провів кілька років на теренах тодішньої Туреччини (нині м. Бендери на теренах Молдови). Через кілька років він був убитий під час облоги Фредрікстена під час спроби вторгнутися до Норвегії (нині — м. Галден). Шведська доба Великодушності (швед. stormaktstiden) закінчилася.

### Від XVIIIст. до сьогодення
Сестра Карла XII, Ульріка Елеонора, тепер успадкувала трон, але вона була змушена мандатами підписати 1719 р. Інструмент уряду, який закінчив абсолютну монархію і перетворив Риксдаг на вищий орган держави і зменшив роль монарха. Епоха Свободи з її парламентським правлінням, в якій панували дві партії — «Ковпаків» і «Капелюхів» — почалася. Ульріка Елеонора після року на престолі відреклися на користь свого чоловіка Фрідріха, який був мало зацікавлений у справах держави, в наслідку чого в 1720 р. був прийнятий урядовий документ: майже ідентичний тому, що був у 1719 р..
Інструмент 1720 р. уряду пізніше був заміщений Інструментом уряду 1772 р. на самознищення, організоване королем Густавом III.
17 вересня 1809 р. у Договорі Фредріксгамна, у наслідку погано керованої Фінської війни, Швеція повинна була відмовитися від східної половини Швеції на користь Росії. Король Густав IV Адольф та його нащадки були зневажені під час державного перевороту на чолі з невдоволеними офіцерами армії. Бездітний дядько колишнього короля майже одразу був обраний королем Карлом XIII. Інструмент уряду 1809 р. поклав кінець королівському абсолютизму шляхом ділення законодавчої влади між Риксдагом (початкове) та Королем (другорядне). Також здійснював виконавчу владу через короля, діючи через державну раду.
Сучасна династія Бернадотів була створена у вересні 1810 р., коли Риксдаг був скликаний в м. Еребру, де обрав французького маршала і принца Понтекорво Жана Батіста Жюля Бернадота як наслідного принца. Це сталося тому, що у Карла XIII не було законного спадкоємця, а колишній князь, обраний раніше січнем 1810 р., Карл Август, раптово помер від інсульту під час військових навчань.
Незважаючи на те, що в XIX столітті монархи Бернадоти, які слідують за Карлом XIV, намагалися захищати владу та привілеї, які вони мали, але суспільні зміни поступово виступали проти «особистого королівського правління» (швед. personlig kungamakt) з наростанням впливу лібералів, соціал-демократів і розширення франшизи.
Коли король Густав V публічно висловив заперечення проти скорочень оборонного бюджету, зроблених прем'єр-міністром Карлом Штауфом і Кабінетом Міністрів перед початком Першої світової війни. Коли була криза двору, що супроводжувалася «маршем підтримки селянських озброєнь» (швед. bondetåget), то це розглядалося як провокація консерваторів та реакціонерів щодо некодифікованої норми парламентської системи, підтриманої лібералами та соціал-демократами, які призвели до відставки Карла Штауфа. Густав V призначив заступника уряду за підтримки консерваторів під керівництвом вченого юриста Яльмара Гамаршельда, який залишився при владі довше, ніж очікувалося, внаслідок початку Першої світової війни (в якій Швеція залишалася нейтральною), а збільшення оборонних витрат більше не було спірним питанням. Тим не менш, під час спалаху «російської революції 1917 р.» соціальна напруга продовжувала зростати; загальні вибори 1917 р., що влаштували ліберали та соціал-демократи, значно посилили представництво в обох палатах Риксдагу, і консервативний уряд не встояв. Після визначеного прориву парламентаризму в 1917 році, з призначенням коаліційного уряду лібералів та соціал-демократів на чолі з професором Нілсом Еденом, політичний вплив короля було значно скорочено, і був встановлений неписаний конституційний прецедент, що мав залишитися діючим, якщо б не події 1975 р..

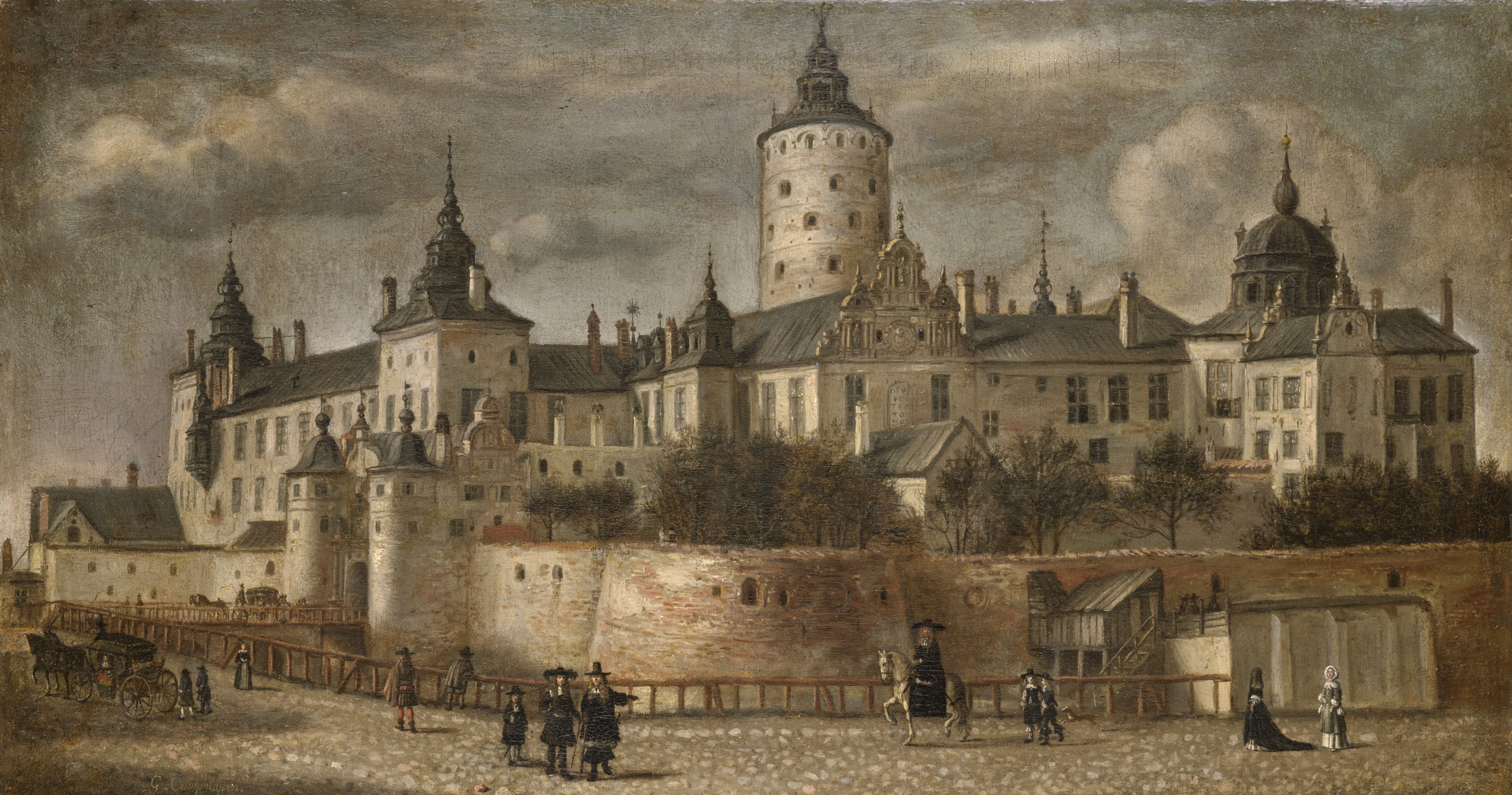
Палац «Три крони» (Стокгольм) у живописі 1661 р. Говерта Діркца Кампюзена[en]
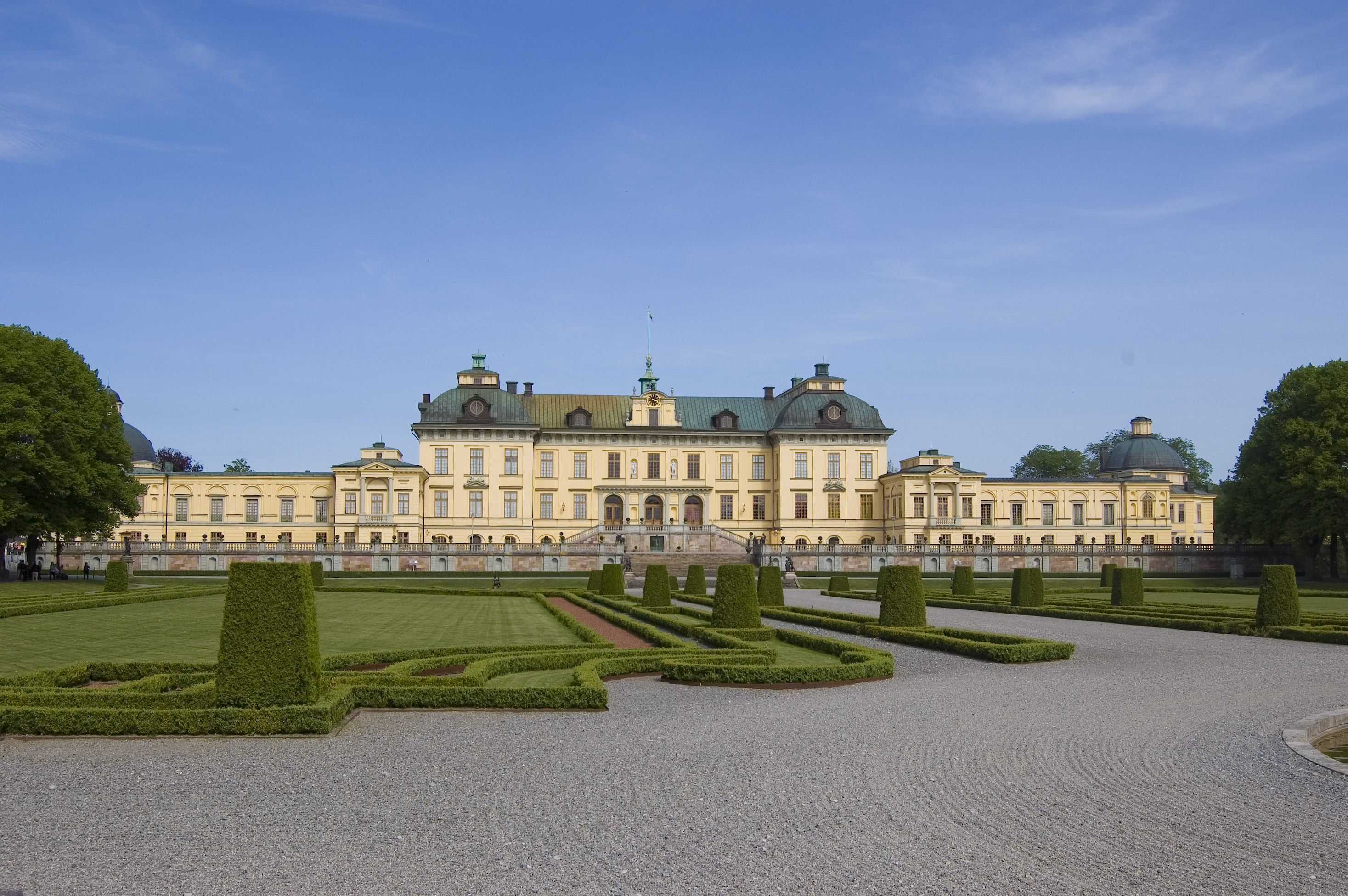
Дроттнінггольм, об'єкт Всесвітньої спадщини ЮНЕСКО, є домашньою резиденцією Королівської родини[16][17], фото 2007 р.
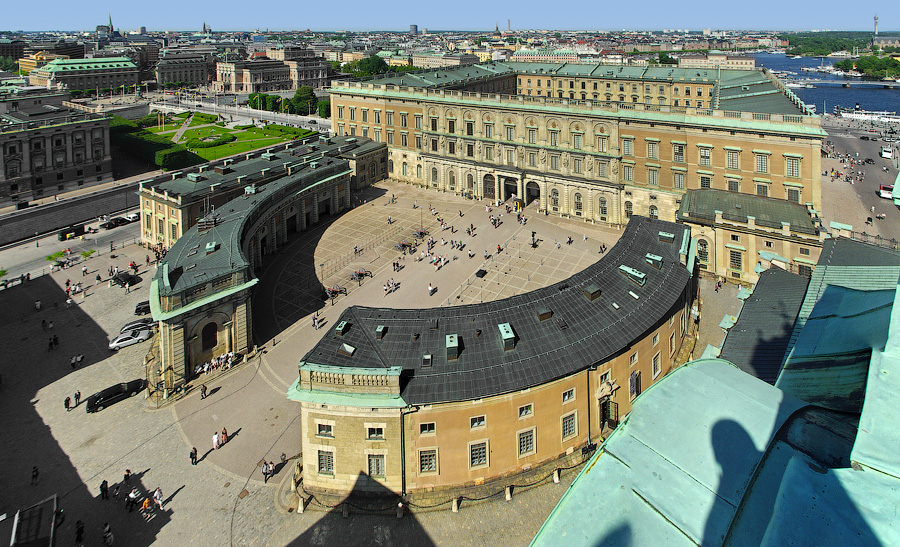
Королівський палац у Стокгольмі, резиденція короля[16][17], вид з башти собору, фото 2011 р.

Тільки під час Другої світової війни, у так званій «літній кризі» (щодо питання про те, чи може нейтральна Швеція дозволити перевезення залізничним транспортом німецьких військ з Норвегії, які проходять до Фінляндії), Густав V міг втрутитися у політичний процес, погрожуючи відмовитися.
Король Густав VI Адольф як правило, розглядається як конституційний монарх, який залишився поза політикою та полемікою. У 1954 р. Королівська комісія розпочала роботу щодо того, чи Швеція повинна пройти конституційну реформу, щоб адаптувати Інструмент влади 1809 р. до поточних політичних реалій, чи слід написати нове; у підсумку остання ідея була обрана. Майбутня роль монархії була добре відома під час шведського політичного дискурсу: політичний компроміс, досягнутий на курорті Торекова в 1971 р. (звідси «Тореков компроміс», швед. Torekovskompromissen) представниками партій Риксдагу (соціал-демократи, центрична партія, ліберальна народна партія і помірна партія, тобто всі сторони, крім комуністів). Він казав, що монархія залишатиметься такою ж, як була, але стане церемоніальною, без будь-яких залишкових політичних сил.
Після необхідних голосів Риксдага, що відбулися в 1973 та 1974 роках, було введено в дію новий документ про уряд. Функції та обов'язки монарха, як це визначено в Законі про конституцію 1974 року, включають керівництво спеціальним кабінетом уряду, який збирається, коли відбувається зміна уряду, але йому не належать виконавчі повноваження щодо управління.